# Kříž obrany státu
Kříž obrany státu (celým názvem Kříž obrany státu ministra obrany České republiky) je vysoké vojenské resortní vyznamenání udělované od roku 2008 ministrem obrany České republiky za hrdinství v boji, nasazení vlastního života a další zásluhy.

## Zřízení
Zřízeno bylo rozkazem ministra obrany č. 48 z 30. září 2008.

## Titulatura
Udělován je za hrdinství v boji či vynikající velitelskou činnost, dále za zásluhy o obranu České republiky či jejího ústavního pořádku či značných hodnot na majetku ČR a to s nasazením vlastního života nebo zdraví.
Vyznamenání je jednostupňové s možností opakovaného udělování, maximálně ale třikrát. S vyznamenáním se současně předává udělovací listina s podpisem ministra obrany.

## Provedení
V základním tvaru je odvozen z Československé revoluční medaile z roku 1918 a Československého válečného kříže 1939. Na lícové straně se nachází modifikovaný kříž pisánského typu na oválném věnci s motivem lipových trojlistů. Na středu je barevný znak Armády České republiky. Na kříž navazují lipové půlvěnce na stuze. Uprostřed rubové strany je nápis MINISTERSTVO OBRANY ČESKÉ REPUBLIKY s ploškou pro pořadové číslo.
Stuha je zelená a  jejím středem prochází pás tenkých pruhů v národních barvách. Středem zelených polí procházejí tenké zlaté pruhy.